# 家中宏
家中 宏（やなか ひろし、1958年3月10日—），是出身於日本東京都的男性演員、配音員，所屬劇團青年座。

## 生平
- 劇團青年座所屬的舞台劇演員，同時也是配音員，妻子同樣是配音員的吉田美保（日语：吉田美保）[1]。
- 吹替作品中，以尊·古錫的配音出演擔當比較多。

## 演出作品

### 舞台劇
- 仮面ライダー電王・ファイナルステージ（2代目 牙王の声）
- THE SINGING
- 廃墟
- フユヒコ（寺田秀二）
- 盟三五大切（船頭笹野屋三五郎）
- 夢・桃中軒牛右衛門の（湖南省〈宋教仁〉）

## 配音作品

### 電視動畫
1986年
- 機器勇士（Tough Trailer）

1994年
- 七海的堤可（菲利浦·比爾摩爾）

1995年
- 羅密歐的藍天（李奧）
- 秀逗魔導士（烏魯木根）
- 伊沙米大冒險（蜘蛛男）
- 怪盜聖少女（百地）

1996年
- VR戰士（J6-No4）
- 怪盜聖少女（工藤）
- 名偵探柯南（昭夫）
- 神劍闖江湖（月岡津南）
- 玩偶遊戲（阿久戶以藏）
- 烏龍派出所（本田速人）
- 天才寶貝（松本先生）

1997年
- EAT-MAN（馬克·米切爾）
- 秀逗魔導士TRY（西留斯）
- 中華一番！（解魯）

1998年
- 名偵探柯南（岡野均、清水刑事）
- 金田一少年之事件簿（中津川賢人）
- 槍神Trigun（馬克）
- 夢幻拉拉（矢野）
- 魔術士歐菲（蒂姆）

1999年
- 金田一少年之事件簿（和島尊）
- 麗佳公主（麻樹山克）
- 力石戰士（布恩）
- 伊甸少年（電台播音員）
- ∀鋼彈（庫恩）
- モンスターファーム (アニメ)（阿斯特羅隊長）
- 快樂小丸日記（爸爸、味噌湯博士）
- 傀儡師左近（江田巡查）
- ReReRe的天才傻鵬（バ一色唐辛子社係長、佐藤紅茶、旅館的番頭）

2000年
- 名偵探柯南（中本博司）
- 知道吧!月光假面君（冷凍星人）
- 黃昏狂蟒（克拉克）
- 爆裂戰士戰藍寶（佛萊士）
- 幻想魔傳 最遊記（紫鴛）
- 向陽之樹（清河八郎）
- 櫻花大戰（葵叉丹／山崎真之介）
- 法布爾先生是名偵探（喬瓦尼）

2001年
- 名偵探柯南（竹中武夫）
- 第一神拳（玉置）
- 犬夜叉（奈落、鬼蜘蛛、無雙〈鬼蜘蛛〉）
- 光劍星傳EX（埃洱奈斯特·雷瓦多）
- NOIR（布列索瓦）
- 百變海盜王（奧萊·莫茨萊／烏拉·基魯諾）
- 宇宙人形17（齊藤）
- 魔法少女貓（安倍川摩絲）
- 聖石小子（阿爾拜·斯班尼艾爾）

2002年
- 人造人009 THE CYBORG SOLDIER（阿喀琉斯）
- 無敵戰鬥陀螺（謎之男A／太陽眼鏡男A）
- 槍之國度（ヘナガム）
- .hack//SIGN（楚良）
- 十二國記（楊朱衡）
- 最終兵器少女（士兵）
- 小公主優希（丹）
- 攻殼機動隊 STAND ALONE COMPLEX（深見刑事）
- 花田少年史（新的父親）

2003年
- 名偵探柯南（杉本秀樹）
- 火影忍者（鹿丸的父親〈奈良四角〉）
- 王室近衛隊（骰子老闆）
- 人生交叉點（檢察官）
- 偵探學園Q（岩留守人）
- 變身少年（豺狼）
- AVENGER（沃爾庫）
- 魁！！天兵高校（竹城秋夫）
- 京極夏彥 巷說百物語（侍）
- 戰爭程序員白瀨（秋月郁）
- 神槍少女（洛倫佐）
- 聖槍修女（子爵雷拉艾）

2004年
- 危險代理人（大矢）
- 妄想代理人（老人的孩子）
- 勇午～交涉人～（拉爾）
- 絢爛舞踏祭（波伊波伊達）
- MONSTER（艾森博士）
- 怪醫黑傑克（懷特）
- 烘焙王（忍壽司的師傅）

2005年
- 名偵探柯南（大貫宗一）
- 遊戲王GX（Monkey猿山）
- 冰雪女王（グロブ王）

2006年
- 名偵探柯南（三角篤）
- 妖怪人間貝姆（ライカンスローフ）
- 吉永家的石像怪（漢米頓）
- 牙 -KIBA-（杜馬斯、カーター）
- 黑騎士（曼提多）
- .hack//Roots（戈多）
- ZEGAPAIN（克里斯·艾文利）
- 彩雲國物語（魯尚書、旺季）
- 暗夜第六感（曾根崎道夫）
- 驅魔少年（迪夏·巴里）
- 蒼天之拳（滿州國皇帝）
- Kanon（佐祐理的父親）
- 人造昆蟲 V×V（死神）
- 009-1（納爾遜）

2007年
- 獸裝機攻（隊長）
- 火影忍者疾風傳（奈良四角）
- 黑騎士 第2期（曼提多）
- 惡魔獵人 (動畫)（喬）
- 萌單（警官、警備隊長）
- 逆境無賴開司（石田光司）
- 魔人偵探腦嚙涅羅（真栗一茂）

2008年
- 絕對可憐小孩（谷崎一郎）
- 骷髏13（J・J）
- 二十面相少女（直治）
- 魍魎之匣（今村新吉）
- 星際寶貝：神奇大冒險（倉鼠飛輪）

2009年
- 毒蛇信條（沃爾特）
- 每日媽媽（浦島太郎）
- 蒼天航路（曹嵩）
- 犬夜叉 完結篇（奈落、人間之心）
- 青色文學系列「人間失格」（多古）
- 星際寶貝：神奇大冒險～淘氣外星人的大冒險～（倉鼠飛輪）

2010年
- 銀魂（道滿的父親）
- 棒球大聯盟 第6期（理察·瓦茨）
- 戰鬥陀螺 鋼鐵奇兵 爆（法國DJ）
- 星際寶貝：神奇大冒險～永遠最好的朋友～（倉鼠飛輪）

2011年
- 哆啦A夢（誘拐犯A）
- 逆境無賴開司 破戒錄篇（石田光司）
- 戰國鬼才傳（中川清秀、織田信雄、片倉景綱、茶屋四郎次郎、小堀新介）
- 刀鋒戰士（霍華德卿）
- 天才黃金腦～神之謎（町造課長）

2012年
- 蠟筆小新（トリアタマ）
- 名偵探柯南（大賀則文）
- SKET DANCE（椿的父親／醫師）
- 向銀河開球（椿森銀二）
- 軍火女王（尤索夫·賈素德）
- 閃電十一人GO 時空之石（謎之老人）
- Battle Spirits Sword Eyes（歌迪．達因）
- 偶像學園（藤崎正一）
- 軍火女王Perfect Order（尤索夫·賈素德）

2013年
- 蠟筆小新（雪田るま、社員A）
- 哆啦A夢（米拉）
- 美食獵人（モンチー、ノンチー）
- HUNTER×HUNTER（第2作）（尼肯斯）
- 閃電十一人GO 時空之石（支援者X／阿斯雷・魯恩）
- 幕末義人傳 浪漫（片桐佐之助）
- 玉子市場（常盤堂〈常盤信彥〉）
- 戀曲寫真（前田的父親）
- Free!（笹部吾郎）
- 穿透幻影的太陽（レグザリオ〈謎之聲〉、雷古札利）

2014年
- 名偵探柯南（畠山優）
- ONE PIECE（甘比亞）
- 東京闇鴉（高坂）
- 流浪神差（日和的爸爸）
- 愚者信長（織田·信秀）
- 魔神之骨（伊恩）
- 金田一少年之事件簿R（園光寺忍）
- 龍收藏（三原王）
- 棺姬嘉依卡（拉佛爾）
- Free!-Eternal Summer-（笹部吾郎）
- 火星異種「阿聶克斯1號篇」（本多晃）
- GUNDAM G之復國運動（滿月船艦長）
- 牙狼〈GARO〉-炎之刻印-（貝納多・狄翁）
- 魔術快斗1412（擁有人）
- 記錄的地平線 第2期（恩柏特·尼爾列斯）

2015年
- 名偵探柯南（白川和志）
- 未來卡片 戰鬥夥伴（七角地王 黎明伯爵）
- 鋼彈 Reconguista in G（滿月船艦長）
- 白箱（森宮三郎、皮特）
- 食戟之靈（港坂卷人）
- 電波教師（七海的父親）
- 亞爾斯蘭戰記（沙姆）
- GATE 奇幻自衛隊 在彼方的土地，如斯的戰鬥（狹間浩一郎）
- 科學小飛俠Crowds Insight（菅山誠太郎）
- 流浪神差 ARAGOTO（日和的爸爸）
- 學戰都市Asterisk（沙沙宮創一）
- 機動戰士GUNDAM 鐵血的孤兒（哥拉爾·康萊德）

2016年
- 昭和元祿落語心中（第七代有樂亭八雲）
- Dimension W ～維度戰記～（圖利歐·佛努伊尼）
- Schwarzesmarken（約翰尼斯·茲瓦伊克雷）
- 迷家（光宗的父親）
- Re:從零開始的異世界生活（凱提）
- 制約之絆（市長）
- 亞爾斯蘭戰記 風塵亂舞（沙姆）
- 齊木楠雄的災難（鬼松編輯長）
- 雷加利亞三聖星（喬納森·馬歇爾）
- Active Raid－機動強襲室第八係－ 2nd（澀山）
- 烏龍派出所 THE FINAL 兩津勘吉最後的一天（本田速人）
- 終末的伊澤塔（巴恩斯）
- TRICKSTER －來自江戶川亂步「少年偵探團」－（日语：TRICKSTER -江戸川乱歩「少年探偵団」より-）（京本晴海）
- 黑白來看守所（御十義翁）
- ALL OUT!!（源晃生）
- 漂流武士（大西庇阿）
- 啟航吧！編舟計畫（男性藝人）

2017年
- ACCA13區監察課（蒙特）
- 有頂天家族2（靈山坊）
- ID-0（中佐）
- 咕嚕咕嚕魔法陣（大臣）

2018年
- 霸穹 封神演義（殷王）
- 牙鬥獸娘（岩崎彌芯）
- 齊木楠雄的災難 第2期（鬼松編輯長）
- 琴之森（司馬高太郎）
- 後街女孩（製作人）
- Free!-Dive to the Future-（笹部吾郎）
- 天空與海洋之間（薪新吾）
- 叛逆性百萬亞瑟王（多克米達·多克達米）

2019年
- 拾又之國（德薩姆）
- Fairy Gone（金格爾）
- 賢者之孫（赫拉度·馮·布魯斯菲亞）
- 機動戰士鋼彈 THE ORIGIN 前夜 紅色彗星（加西亞·羅密歐）
- 異世界超能魔術師（吉爾馬·埃里斯汀）
- Fairy Gone 第2期（金格爾）
- 巴比倫（瀨黒嘉文）
- 魯邦三世 過去的監獄（多克·海因茨）

2020年
- 慕留人-火影忍者新世代-（奈良四角）
- 排球少年！！ TO THE TOP（雲雀田吹）
- 動物新世代 BNA（傑姆・霍納）
- 王之逆襲 意志的繼承者（傑姆・霍納）

2021年
- 怪物事變（長老）
- 關於我轉生變成史萊姆這檔事 第2期（艾德馬利斯．法爾姆斯）
- 只有我能進入的隱藏迷宮（拉丹）
- 轉生成蜘蛛又怎樣！（亞納雷德國王）
- MARS RED（中島宗之助）
- 龍先生、想要買個家。（アルキード王）
- 憂國的莫里亞蒂（グローヴァー）
- 暮蟬悲鳴時卒（龍宮保典）
- 白沙的Aquatope（爺爺）
- 小林家的龍女僕S（專務董事）
- 名偵探柯南（鮫島拓郎）
- 暗黑企業的迷宮（修特）
- 異世界食堂2（艾德蒙）

2022年
- 秘密內幕～女警的反擊～（交番所長）
- 朋友遊戲（美笠優高）
- SPY×FAMILY間諜家家酒（華特·伊凡斯）
- 相合之物（門長）
- 聖劍傳說 Legend of Mana -The Teardrop Crystal-（努瓦勒[2]）
- 不道德公會（哈恩斯·史丘瓦特）
- 書蟲公主（卡蘇爾伯爵）

2023年
- 物之古物奇譚（岐造兵）
- 海盜戰記 SEASON 2（帕泰爾）
- 虛構推理（音無剛一[3]）
- 藥師少女的獨語（羅門[4]）

2024年
- 金屬口紅（人形遣い師[5]）
- 成為名留歷史的壞女人吧（威爾[6]）

### 動畫電影
1994年
- 黑暗邊緣（陣吾）

1995年
- 攻殼機動隊（檢死官）

1997年
- 神劍闖江湖 給維新志士的鎮魂歌（月岡津南）

1999年
- 烏龍派出所 THE MOVIE（本田速人）

2000年
- 劇場版 幸運女神（塞萊斯蒂納）

2001年
- 劇場版 幻想魔傳 最遊記 Requiem 獻給落選者的安魂曲（妖怪）

2002年
- 帕盧姆之樹（四〈少年〉）

2003年
- 烏龍派出所 劇場版2 UFO大逆襲！龍捲風大作戰！！（本田速人）

2004年
- フイチンさん

2009年
- 宇宙戰艦大和號 復活篇（梅茨勒總督）

2010年
- 朱諾（馬塞爾·朱諾）

2012年
- 神秘之法（傑尼拉魯）
- 放學後的MIDNIGHT（莫扎特）

2014年
- 玉子愛情故事（常盤堂〈常盤信彥〉）
- 魯邦三世 次元大介的墓碑（大使館員）

2015年
- High Speed! -Free! Starting Days-（笹部吾朗）

2016年
- 哆啦A夢：新·大雄的日本誕生（ツチダマ）

2017年
- 虐殺器官
- 春宵苦短，少女前進吧！（千歲屋）
- 劇場版 Free!-Timeless Medley-（笹部吾朗）
- 特別版 Free!-Take Your Marks-（笹部吾朗）

2023年
- 北極百貨的秋乃小姐（海貂父親[7]）

2025年
- 怪盜皇后的優雅假期（ジオット[8]）

### OVA
- KEY THE METAL IDOL（若木知葉）
- 銀河英雄傳說外傳 叛乱者（ヴント）
- QUEEN EMERALDAS（一等航海士）
- サクラ大戦～桜華絢爛～（葵叉丹（山崎真之介））
- 倒凶十將傳（鳴滝水泡）
- .hack//GIFT（楚良）
- 魔神凱撒（劍鐵也）
- 魔神凱撒 死鬥！暗黑大將軍（劍鐵也）
- 危險調查員（宇佐美）
- ワイルド7（黒松）

2015年
- 流浪神差「夜斗神連續殺人事件」（日和的爸爸）※單行本第15卷限定版附贈DVD

### 網路動畫
2017年
- 黑白來看守所 第2期（御十義翁）

### 遊戲
- こちら葛飾区亀有公園前派出所 中川ランド大レース!の巻（本田速人）
- 櫻花大戰系列（葵叉丹（山崎真之介））
- 式神之城系列（日向玄乃丈）＊Ⅱ以降
- ジャック×ダクスター2（ビン）
- .hack//G.U.（松）
- バンパイアハンターD（D）
- 机动战士高达战记（休·卡特）

### 吹替
電視/電影
| 年份 | 作品名稱           | 配演角色              | 演員             | 媒介                            |
| ---- | ------------------ | --------------------- | ---------------- | ------------------------------- |
| 1996 | 古惑仔之人在江湖   | 陳浩南                | 鄭伊健           | 錄影帶/DVD版本                  |
| 1996 | 古惑仔2之猛龍過江  | 陳浩南                | 鄭伊健           | 錄影帶/DVD版本                  |
| 1996 | 古惑仔3之隻手遮天  | 陳浩南                | 鄭伊健           | 錄影帶/DVD版本                  |
| 1997 | 97古惑仔之戰無不勝 | 陳浩南                | 鄭伊健           | 錄影帶/DVD版本                  |
| 1999 | 中華英雄           | 華英雄                | 鄭伊健           | 錄影帶/DVD版本                  |
| 2010 | 新三國             | 劉備                  | 于和偉           | 富士/銀河頻道/衛星劇場/影碟版本 |
| 2012 | 楚漢傳奇           | 秦始皇                | 于和偉           | WOWOW頻道/影碟版本              |
| 1963 | 龍虎榜             | William Dickes        | 約翰·里頓        | 東京電視台版                    |
| 1991 | 沉默的羔羊         | 占士·“水牛·比爾”·甘比 | 泰德·拉文        | 影碟版本                        |
| 1993 | 霸王別姬           | 老師爺                | 黃斐             | 錄影帶/影碟版本                 |
| 1993 | 不一樣的童年       | Sonny LoSpecchio      | Chazz Palminteri | 錄影帶/DVD版本                  |
| 1994 | 三國演義           | 郭嘉                  | 蔣愷             | NHK-BS2/完整版DVD-BOX版本       |
| 2000 | 雷霆傘兵           | Ronald Speirs         | 馬修·塞特爾      | WOWOW頻道/BD版本                |
| 2009 | 大秦帝國之裂變     | 商鞅                  | 王志飛           | NECO頻道/DVD版本                |
| 2011 | 辛亥革命           | 司徒美堂              | 黃志忠           | 公映/影碟版本                   |
| 2011 | 童話鎮             | 朗普斯金/古德先生     | 羅勃·卡萊爾      | NHK頻道/影碟版本                |
| 2013 | 風暴               | 啪哥                  | 呂良偉           | 影碟版本                        |
| 2015 | 曹操               | 郭嘉                  | 嚴崑             | 銀河頻道/DVD版本                |

### CD
- AR ～another epilogue～（佐古誠三）
- アークザラッドⅡ 炎のエルク（パンディット）
- 美しい男（クラウド）
- 廣播劇CD 風の王国（ガル・トンツェン・ユルスン）

### 特攝
- 假面騎士555（2003年，聲演奧菲爾諾之王）
- 假面騎士電王（2008年，デスイマジンの声）
- 天裝戰隊護星者（2011年，ヒドラパーンヘッダーのロー・オ・ザー・リの声）
- 假面騎士Outsiders（2022年，聲演奧菲爾諾之王）

## 腳註
1. ↑  （日語）プリンセス　ミネルバ！  （页面存档备份，存于）　田中敦子的部落格　2008年3月3日閲覧
2. ↑  . Comic Natalie. 2022-08-19  [2022-08-19]. （原始内容存档于2022-09-01） （日语）.
3. ↑  . Comic Natalie. 2023-02-24  [2023-02-24]. （原始内容存档于2023-03-25） （日语）.
4. ↑  . Comic Natalie. 2023-10-01  [2023-10-01]. （原始内容存档于2023-10-05） （日语）.
5. ↑  . Comic Natalie. 2024-01-07  [2024-01-07]. （原始内容存档于2024-01-23） （日语）.
6. ↑  @rekiaku.  (推文). 2024-07-01  [2024-07-01] –Twitter （日语）.
7. ↑  . Comic Natalie. 2023-06-12  [2023-06-12]. （原始内容存档于2023-06-12） （日语）.
8. ↑  . Comic Natalie. 2025-03-13  [2025-03-13]. （原始内容存档于2025-03-13） （日语）.